# Mjadzel
Mjadzel (in bielorusso Мядзел?) o Mjadel' (in russo Мядель?) è un comune della Bielorussia, situato nella regione di Minsk.
L'8 febbraio 1659 vi si combatté un'importante battaglia della Guerra russa polacca.